# Metallura
Metallura es un género de aves apodiformes en la familia Trochilidae (los colibríes), que agrupa a nueve especies nativas de América del Sur, cuyas áreas de distribución a lo largo de la cordillera de los Andes y zonas montañosas aledañas, se encuentran entre el norte de Venezuela y el centro de Bolivia. A sus miembros se les conoce por el nombre común de metaluras.

## Características
Los colibríes de este género miden entre 9 y 13cm de longitud. De pico corto o muy corto, de solo tres cuartos a un tercio de la longitud de la cabeza, recto, negro y puntiagudo. Son de coloración uniforme brillante, con un babero resplandeciente y cola con colores, que, dependiento del ángulo de la luz, son metálicos resplandecientes. Las hembras pueden ser similares a los machos o tener la garganta ante-canela manchada de verde, al igual que las otras partes ventrales. Habitan en áreas arbustivas y bordes de selvas alto-andinas.

## Taxonomía
El género Metallura fue propuesto por el ornitólogo británico John Gould en 1847; y la especie tipo subsecuentemente designada fue Ornismya cupreicauda (Gould, 1846), un sinónimo posterior de Ornismya phoebe, actualmente Metallura phoebe.

### Etimología
El nombre genérico femenino «Metallura» es una combinación de las palabras del griego «metallon» que significa ‘metal’, y «oura» que significa ‘cola’.

## Lista de especies
Según las clasificaciones del Congreso Ornitológico Internacional (IOC) y Clements Checklist/eBird, el género agrupa a las siguientes especies con el respectivo nombre popular de acuerdo con la Sociedad Española de Ornitología (SEO):
| Imagen | Nombre científico     | Autor                       | Nombre común           | Estado de conservación | Distribución |
| ------ | --------------------- | --------------------------- | ---------------------- | ---------------------- | ------------ |
|        | Metallura iracunda    | Wetmore, 1946               | metalura iracunda      | NT                     |              |
|        | Metallura tyrianthina | (Loddiges), 1832            | metalura tiria         | LC                     |              |
|        | Metallura williami    | (Delattre & Bourcier), 1846 | metalura verde         | LC                     |              |
|        | Metallura baroni      | Salvin, 1893                | metalura de Azuay      | VU                     |              |
|        | Metallura odomae      | Graves, 1980                | metalura del Chinguela | LC                     |              |
|        | Metallura theresiae   | Simon, 1902                 | metalura de Teresa     | LC                     |              |
|        | Metallura eupogon     | (Cabanis), 1874             | metalura barbafuego    | LC                     |              |
|        | Metallura aeneocauda  | (Gould), 1846               | metalura escamosa      | LC                     |              |
|        | Metallura phoebe      | (Lesson & Delattre), 1839   | metalura negra         | LC                     |              |